# Châsse de sainte Gertrude

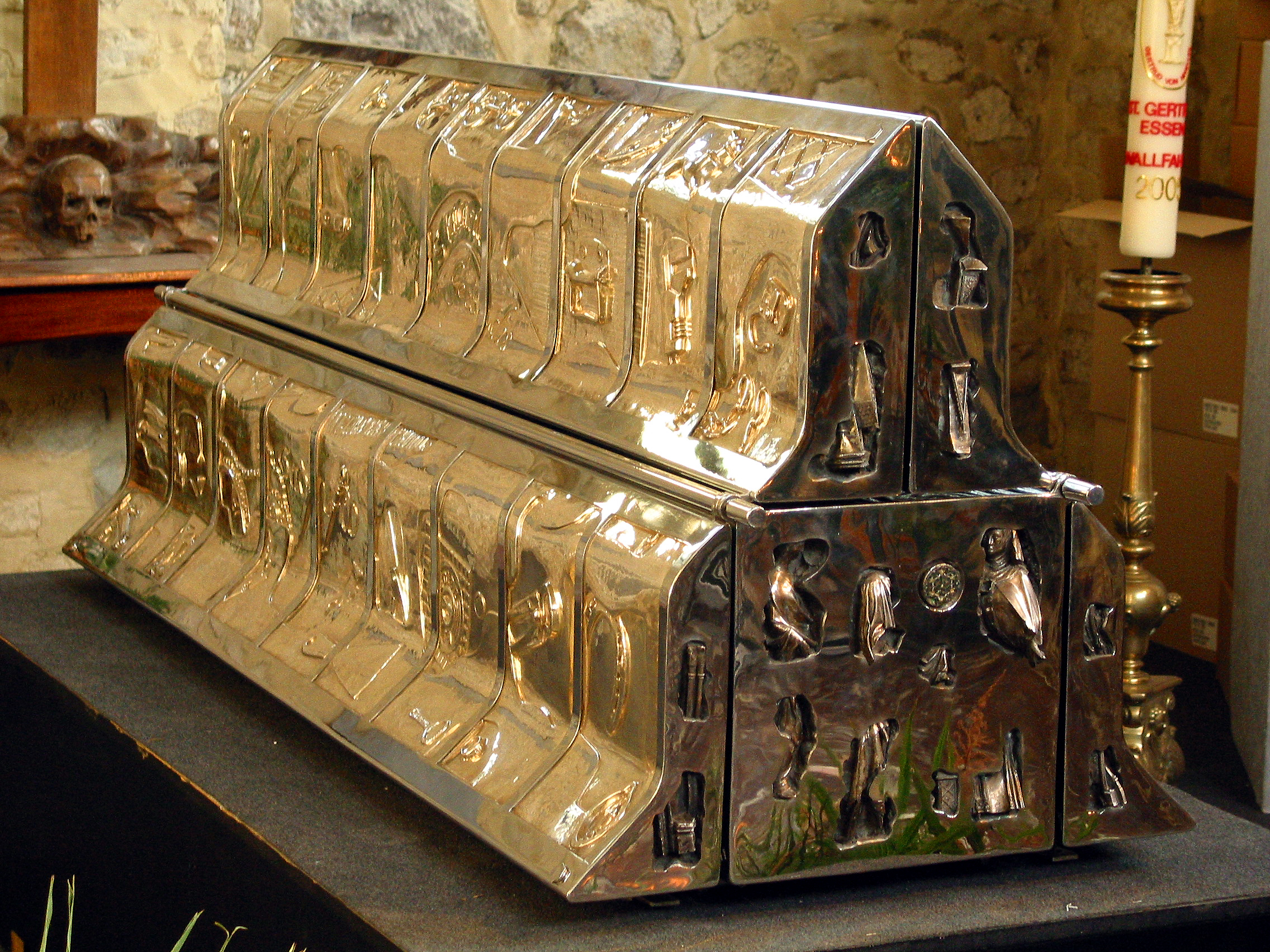
La nouvelle châsse de sainte Gertrude
(dans sa position châsse classique)

La châsse de sainte Gertrude est un reliquaire en argent, du XIIIe siècle, joyau de l'art gothique qui contenait les restes de sainte Gertrude. Objet de la vénération des fidèles dans la collégiale Sainte-Gertrude de Nivelles elle fut détruite en 1940 lors du bombardement de Nivelles et l'incendie de la collégiale qui s'ensuivit. Une nouvelle châsse, œuvre de Félix Roulin la remplace depuis 1978.

## Histoire
La châsse originale, dont une copie est exposée au musée Pouchkine à Moscou, a été réalisée entre 1272 et 1294, pour le chapitre de l'Abbaye de Nivelles, par les orfèvres Nicolas de Douai et Jacques de Nivelles, sur base d'un projet de Jacques de Anchin.
En 1940, on se préparait à cacher l'œuvre dans une niche située derrière les orgues de la collégiale; hélas, la cachette qui aurait dû être sûre n'était pas encore scellée quand survint le bombardement du 14 mai : la châsse fondit sous l'effet de la chaleur de l'incendie de l'orgue au-dessus duquel une brèche dans la voûte avait permis au feu des combles de s'insinuer dans l'édifice. Les reliques de la sainte pourront heureusement être récupérées. Plutôt que de restaurer la châsse, trop abimée, il fut décidé de confier la construction d'une nouvelle à Félix Roulin en 1978. Cette nouvelle châsse, appelée contemporaine, contient des fragments de l'ancienne châsse sur ses parois avant et arrière, et est constituée d'un élément central contenant les reliques et de quatre éléments articulés permettant de lui faire prendre trois formes (horizontale, châsse classique ou verticale) suivant les circonstances. Elle est livrée à la collégiale le 2 octobre 1982.
Lors de la marche dite Tour Sainte-Gertrude, la châsse de la sainte est transportée sur un char en procession dans la ville et à travers champs en suivant un parcours de plusieurs kilomètres correspondant au trajet qu'effectuait la sainte abbesse Gertrude pour rendre visite aux malades et aux pauvres. Cette procession annuelle, se déroulant le dimanche suivant la Saint Michel si celui-ci tombe en semaine ou le dimanche de la Saint Michel (fêté le 29 septembre, Saint Michel étant le Saint patron de la ville de Nivelles), trouve ses origines au XIIIe siècle et atteint son apogée au XVe siècle. À ce jour, elle attire encore de mille à deux mille pèlerins.

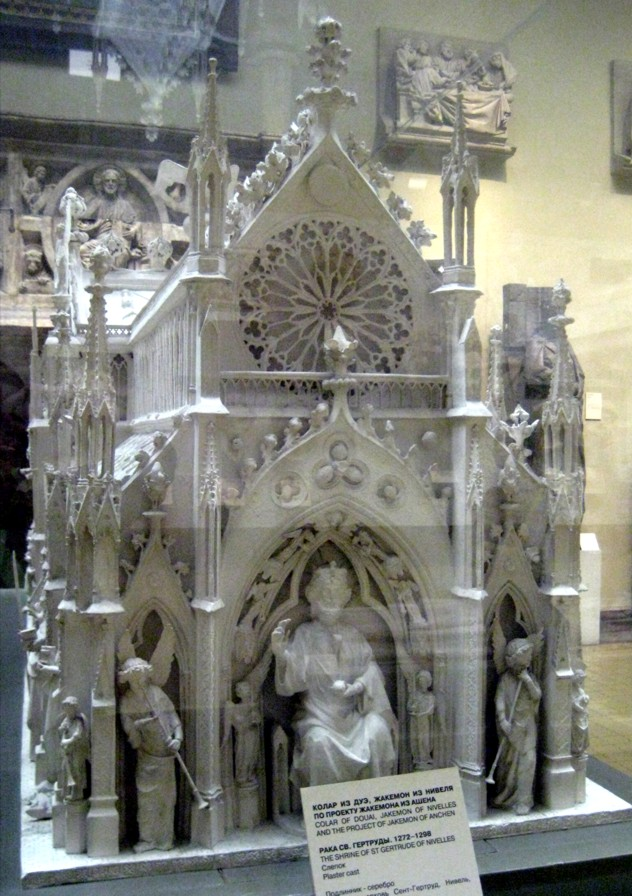
Copie de la châsse originale exposée au musée Pouchkine de Moscou
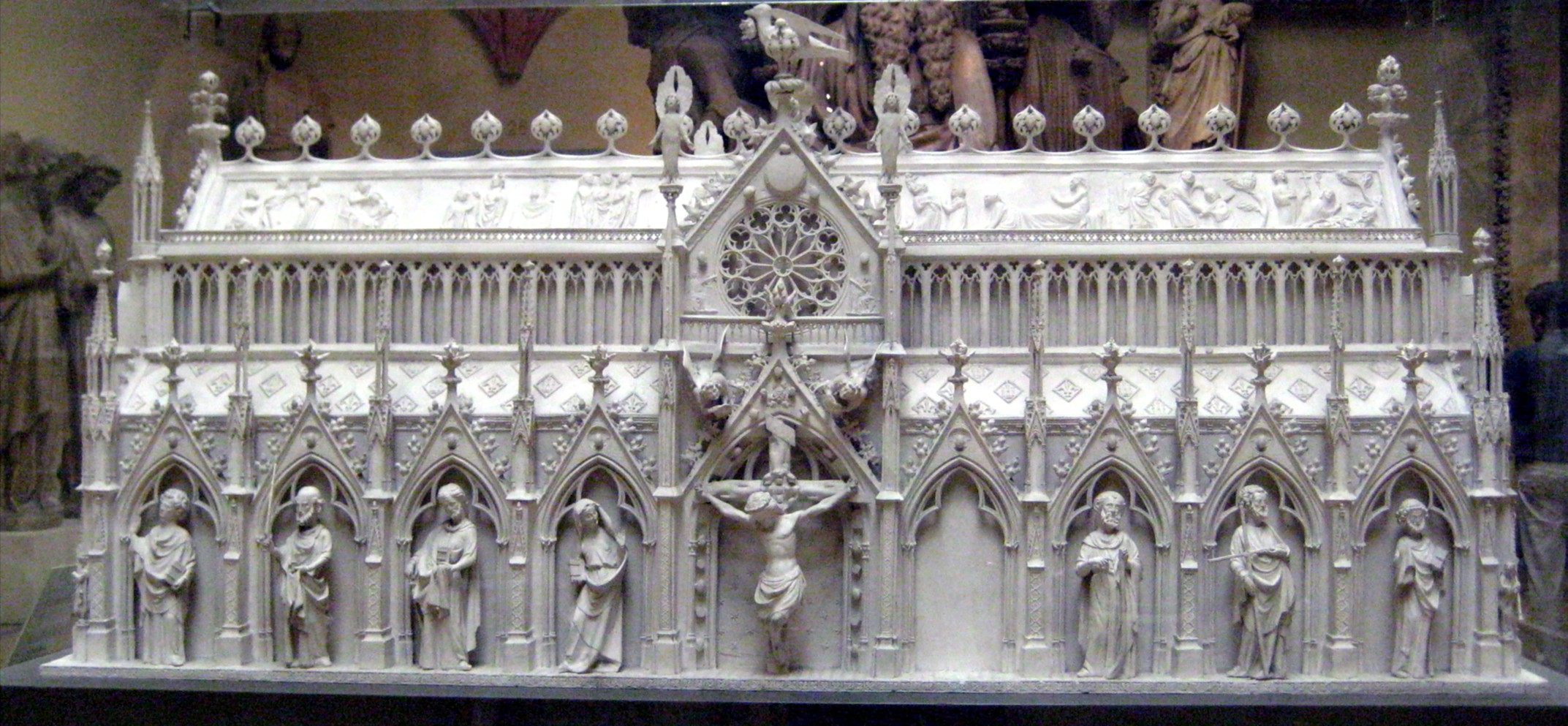
Copie de la châsse originale exposée au musée Pouchkine de Moscou

## Présentation et décor de la châsse médiévale
La châsse de Sainte-Gertrude prend la forme d'une église basilicale miniature de style gothique rayonnant représentant une nef à bas-côté longue de huit travées et traversée en son milieu d'un transept inscrit. Elle est longue d'un mètre quatre-vingt, large de cinquante-quatre centimètres et haute de quatre-vingt-six centimètres.

### Description
La première face comprend trois arcades trilobées à gâble séparées de hauts contreforts. L'ébrasement de l'arcade centrale est décoré de plusieurs statuettes d'anges rappelant les portails des cathédrales gothiques. Le gâble des arcades est percé de petites ouvertures polylobées et il est couronné de décors de feuillages sur ses rampants. Le mur pignon est percé d'une rose gothique rayonnante. Ses rampants et sont faitage sont aussi ornés de décors feuillagés. Sous les arcades sont représentés, au centre, un Christ trônant et, de chaque côté, un ange sonnant de la trompette. Le christ tient un globe dans la main gauche et esquisse un geste de bénédiction de la main droite. Il est couronné et son nimbe était à l'origine orné de pierres précieuses. La face opposée est identique dans son décor architectural. Seule l'iconographie diffère avec la présence, au centre, d'une Vierge à l'Enfant et, de chaque côté, des anges portant un cierge.
Les face latérales sont composées de huit arcades trilobées à gâble situées de chaque côté d'un bras de transept et séparées par de hauts contreforts. Le décor des arcades et du mur pignon sont similaires à ceux des faces avant et arrière. La claire-voie est représentée par une succession de baies à lancettes, roses et écoinçons polylobés.

#### Iconographie chrétienne
L'iconographie de la face gauche représente de gauche à droite :
- Saint Jean tenant un livre;
- Saint Paul tenant une épée;
- Saint Jacques le Majeur tenant un livre et une épée;
- La Vierge;
- Le Christ en croix, entouré de deux anges tenant les disques du soleil et de la lune;
- Sainte Agnès tenant un agneau dans ses bras;
- Saint Jacques le Mineur tenant un bâton de foulon;
- Saint André tenant une croix latine;
- Saint Pierre tenant deux clés[2].

L'autre face latérale possède aussi un décor similaire avec une iconographie différente. Les figures représentées de gauche à droite sont :
- Saint Thomas tenant une église[3];
- Saint Barthélémy tenant un couteau:
- Saint Simon;
- Saint Matthias tenant une hallebarde;
- Sainte Gertrude tenant une crosse abbatiale et une bague, entourée de deux anges tenant une couronne;
- Saint Jean l'évangéliste tenant une coupe avec un serpent qu'il exorcise;
- Sainte Agathe;
- Saint Jude;
- Sainte Catherine foulant de ses pieds l'empereur Maximien[4].

Les pans du toit contiennent des décors en relief représentant différents épisodes de la vie de sainte Gertrude sur le côté gauche, et des représentations de miracle des reliques de sainte Gertrude sur le côté droit. Ces représentations se fondent sur les sources hagiographiques telles que la Vita sanctae Geretrudis tripartita (Vie de sainte Gertrude en trois parties), la Vita prima (Première vie [de sainte Gertrude]), des Virtutes, la Vita fursei (Vie de sainte Fursy) ainsi que sur l'Additamentum nivialense.
Côté gauche :
- Refus du mariage par Gertrude devant son père Pépin et sa mère Itte pour se consacrer à la religion;
- Itte tonsure Gertrude, geste symbolisant son entrée dans le monde ecclésial[6];
- Consécration de sainte Gertrude comme première abbesse de l'abbaye de Nivelles par l'évêque saint Amand;
- Sœurs témoins du miracle de la boule de feu descendant devant sainte Gertrude;
- Pèlerins malades et handicapés en prière devant la châsse de sainte Gertrude;
- Assassinat de saint Feuillen et de ses compagnons par des brigands dans la forêt de Seneffe;
- Sainte Gertrude retrouve le corps de saint Feuillen dans la forêt de Seneffe[7].

Côté droit :
- Pacte d'un chevalier avec le diable;
- Rendez-vous avec le diable et pendaison du diable par sainte Gertrude;
- Sainte Gertrude éteignant l'incendie de l'abbaye de Nivelles;
- Miracle d'Odelard pendant lequel apparu la main de sainte Gertrude lorsque Odelard fait don de toutes ses possessions à l'abbaye de Nivelles;
- Guérison d'une aveugle;
- Le fils d'Adoula, noble sceptique des pouvoirs thaumaturges de sainte Gertrude, tombe dans un puits;
- Le fils d'Adoula emmené devant le lit de sainte Gertrude;
- Le fils d'Adoula est ressuscité sur le lit de sainte Gertrude;
- Banquet pendant lequel un voyageur, buvant à l'honneur de sainte Gertrude, est poignardé par un soldat;
- Le voyageur ayant survécu offre un ex-voto en forme de poignard au lit de sainte Gertrude[8].

#### Iconographie laïque
De nombreux motifs discrets sont également présents sur les certains éléments architecturaux, dont les contreforts et les versants du toit couvrant les collatéraux sur lesquels sont représentés des éléments d'armes à la fois de la royauté française à travers le château et la fleur de lys, mais aussi des ducs de Brabant par le lion, dont la lignée se trouvait sous la protection de sainte Gertrude. L'union de ces symboles pourraient renvoyer vers la figure de la reine de France Marie de Brabant, épouse du roi Philippe III le Hardi.

### Interprétation iconographique
Le modèle iconographique de la châsse de Nivelles semble inspiré de celui de la châsse de sainte Élisabeth de l'église Sainte-Elisabeth de Marbourg, réalisée entre 1236 et 1249, qui représentait le Christ, la Vierge, et des apôtres dans sa partie basse et des épisodes de la vie de la sainte sur les versants du toit. Elle comportait trois représentations du Christ : sa naissance, sa Passion et sa résurrection, qui se retrouve aussi dans la châsse de Nivelles. Il subsiste toutefois des différences. À Nivelles, la Passion du Christ est représentée sur le côté gauche de la châsse pour en appuyer l'importance, et est mise en relation avec la représentation de la glorification de sainte Gertrude sur l'autre côté.
Sainte Gertrude est représentée avec ses habits monastiques, sa crosse ainsi qu'une couronne que les anges portent au-dessus d'elle. De plus, les quelques scènes de sa vie correspondent dans la première partie aux évènements ayant mené à la fondation de l'abbaye et à sa consécration en tant qu’abbesse. Sa représentation est ainsi intimement liée à son abbaye. L'épisode de sainte Gertrude éteignant l’incendie de l'église abbatiale de Nivelles la présente également comme protectrice de l'édifice, veillant sur lui même après son décès. C'est dans ce même esprit de valorisation des miracles de la sainte qu'a été constitué le programme iconographique de la châsse, là où celle de Marbourg valorise plutôt les actions charitables de sainte Élisabeth. Ce changement de paradigme rejoint l'abandon progressif des activités d'hospitalité du monastère pour se concentrer au souvenir du culte et de l'entretien de la châsse et des reliques de sainte Gertrude. En cela, plusieurs épisodes représentés invitent au pèlerinage (épisode du banquet, des pèlerins malades et des handicapés) et au don (miracle d'Odelard) envers l'abbaye en échange de l’intersession de la sainte auprès du Christ.